# Biserka
Biserka (kod bačkih Bunjevaca naziva se morkača, lat. Numida meleagris) je najpoznatija vrsta porodice biserki, i jedina vrsta u rodu Numida. Izvorno područje njene rasprostranjenosti je zapadno i južno od Sahare. No, ljudi su ju kao odomaćenu životinju naselili i u druge krajeve, gdje do tada nije živjela, kao što su Karibi i južna Francuska.

## Opis
Kao i druge ptice iz porodice kokoški, imaju snažne noge s jakim kandžama, prilagođene grebanju tla u potrazi za hranom i trčanju, i nisu dobri letači. Duge su 53 do 58 centimetara a teške oko 1,3 kilograma. Tijelo joj je pokriveno gustim, sivo-crnim perjem prošaranim velikim brojem bijelih točkica po kojima je cijela porodica dobila ime biserke. Kao kod svih biserki, i njoj je koža na glavi i vratu gola i obojena jarkim bojama (plavo, crveno i smećkasto). Najupadljivija karakteristika joj je koštana kvrgasta izraslina na vrhu glave koja podsjeća na rog. Krila su joj kratka i zaobljena, a rep kratak, ali visi prema dole tako da gotovo dodiruje tlo.
Vrsta je druželjubiva, i izvan sezone parenja tvori jata od oko 20 do 30 jedinki koje zajedno i spavaju okupljene na nekoj grani. Biserke dijelom dobro podnose i veliki broj krpelja. Ptice su teritorijalne, a kad se uplaše, rađe trče nego što lete. Kao većina ptica kratkih i zaobljenih krila, one su vrlo spretni i snažni letači, a ako je potrebno, mogu letjeti i unatrag. Pored toga, dobro hodaju, i dnevno mogu prehodati 10 i više kilometara. Vrlo su bučne, i kad se rasprše, glasno se dozivaju ali i isprekidanim glasanjem "kek-kekkekkek-kekkekkek" se međusobno upozoravaju na opasnost.
Hrane se vrlo raznovrsno, svežderi su kao i druge kokoši. Hranu traže grebući i čeprkajući po tlu slično kao domaće kokoši. Pri tome jedu sve mekušce, guštere i male glodavce koje mogu savladati, kao i sjemenke i travu.
U sukobu s ostalim mužjacima ili kad snube ženku, mužjaci zauzimaju tipičan zgrbljeni stav. Iako ima izuzetaka, ove ptice su, kao i druge iz ove porodice, uglavnom monogamne, i par ostaje zajedno cijeli život. Ženka snese 20 do 30 jaja na kojima sjedi 26-28 dana. Pilići se legu zaštitno obojeni i potrkušci su, a brzi rast krila omogućuje im lepršanje već tjedan dana nakon valjenja. U divljini im je očekivani životni vijek oko 12 godina.
Biserka daje prednost suhim, otvorenim travnatim staništima bez visokog raslinja kao što su savane tropske Afrike odakle vode porijeklo, ili površine koje se koriste za poljoprivredu.

## Vanjske poveznice
- Helmeted Guineafowl videos  Arhivirana inačica izvorne stranice od 22. listopada 2007. (Wayback Machine) on the Internet Bird Collection

|  | Zajednički poslužitelj ima stranicu o temi Biserka |
|  | Wikivrste imaju podatke o taksonu Biserki          |